# Fontaine-Guérin
Fontaine-Guérin är en kommun i departementet Maine-et-Loire i regionen Pays de la Loire i nordvästra Frankrike. Kommunen ligger i kantonen Beaufort-en-Vallée som tillhör arrondissementet Angers. År 2018 hade Fontaine-Guérin 967 invånare.

## Befolkningsutveckling
Antalet invånare i kommunen Fontaine-Guérin
| Referens: INSEE |